# Troparevo
Troparevo (Russisch: Тропарево) is een station aan de Sokolnitsjeskaja-lijn van de Moskouse metro.

## Geschiedenis
Al in 1960 bestond een plan voor een metrostation bij het kruispunt van de Prospekt Vernadskogo met de Leninski Prospekt. In 1961 werd het voormalige kloosterdomein naast het station omgebouwd tot het Park van het 22e partijcongres van de CPSU. Daarna verscheen het geplande station op de kaart onder de naam “22e Partij Congres”. In 1971 werd het project verder uitgewerkt al bleef het vooralsnog beperkt tot de tekentafel. Het besluit om het station daadwerkelijk te bouwen volgde pas in april 2012 toen werd besloten om de Sokolnitsjeskaja-lijn te verlengen naar de gebieden die per 1 juli 2012 door Moskou zouden worden geannexeerd. De naam Troparevo voor het gebied stamt uit de 14e eeuw. In de 15e eeuw ontstond hier een dorp dat in 1583 door Ivan de verschrikkelijke in bezit werd gegeven van het Novodevitsjiklooster. Net als het park kreeg ook het metrostation de historische naam van het gebied. In verband met problemen met de grondverwerving rond het pand Leninski Prospekt 123 werd het ontwerp uit 1971 aangepast. Op 8 december 2014 werd het station geopend, het is het laatste station binnen de MKAD aan de zuidkant van de lijn. Iets meer dan een jaar was het ook het zuidelijke eindpunt tot de lijn op 18 januari 2016 werd verlengd tot Roemjantsevo.

## Ontwerp

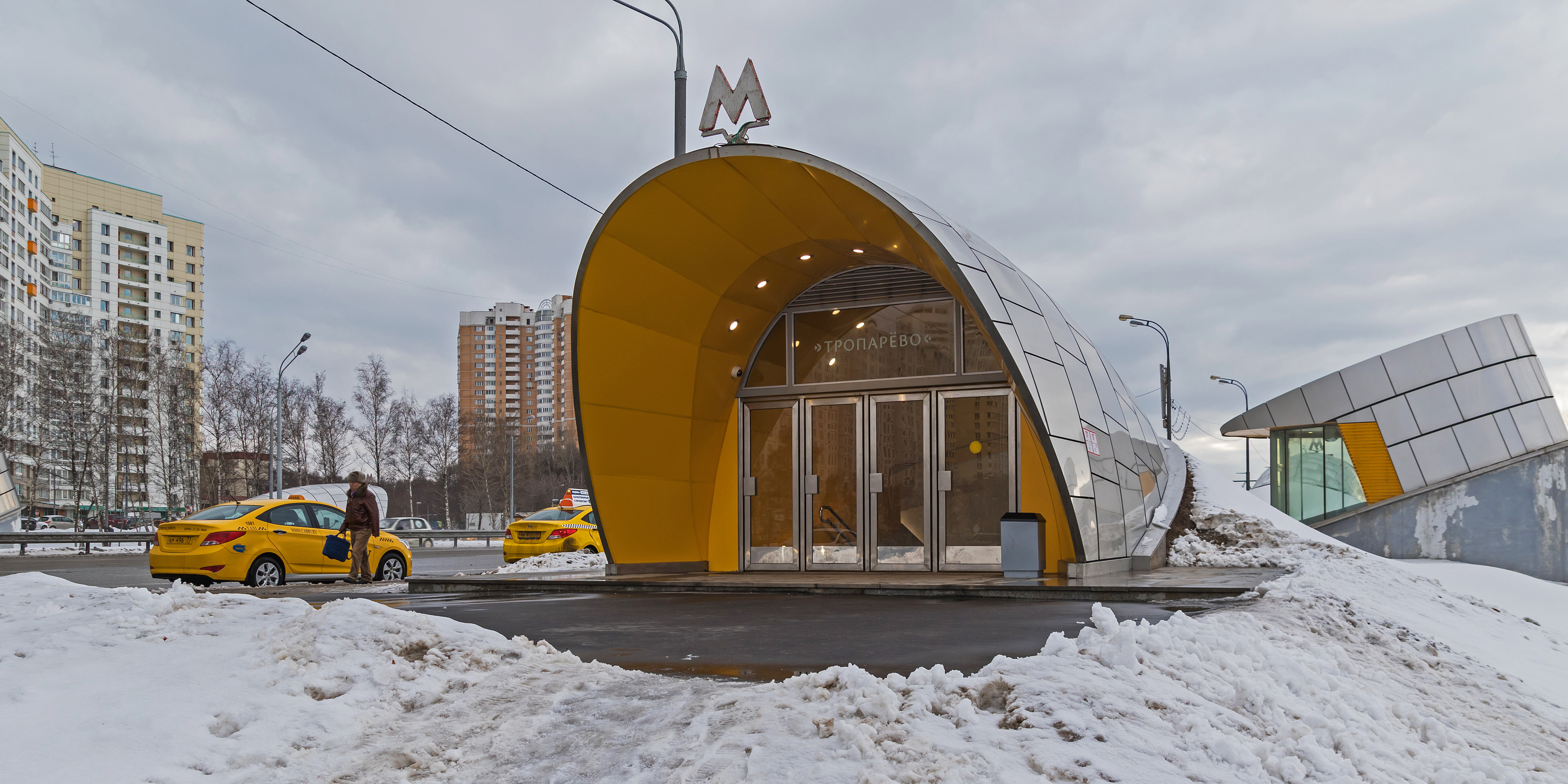
Toegangsgebouwen voor trap (links) en lift (rechts)
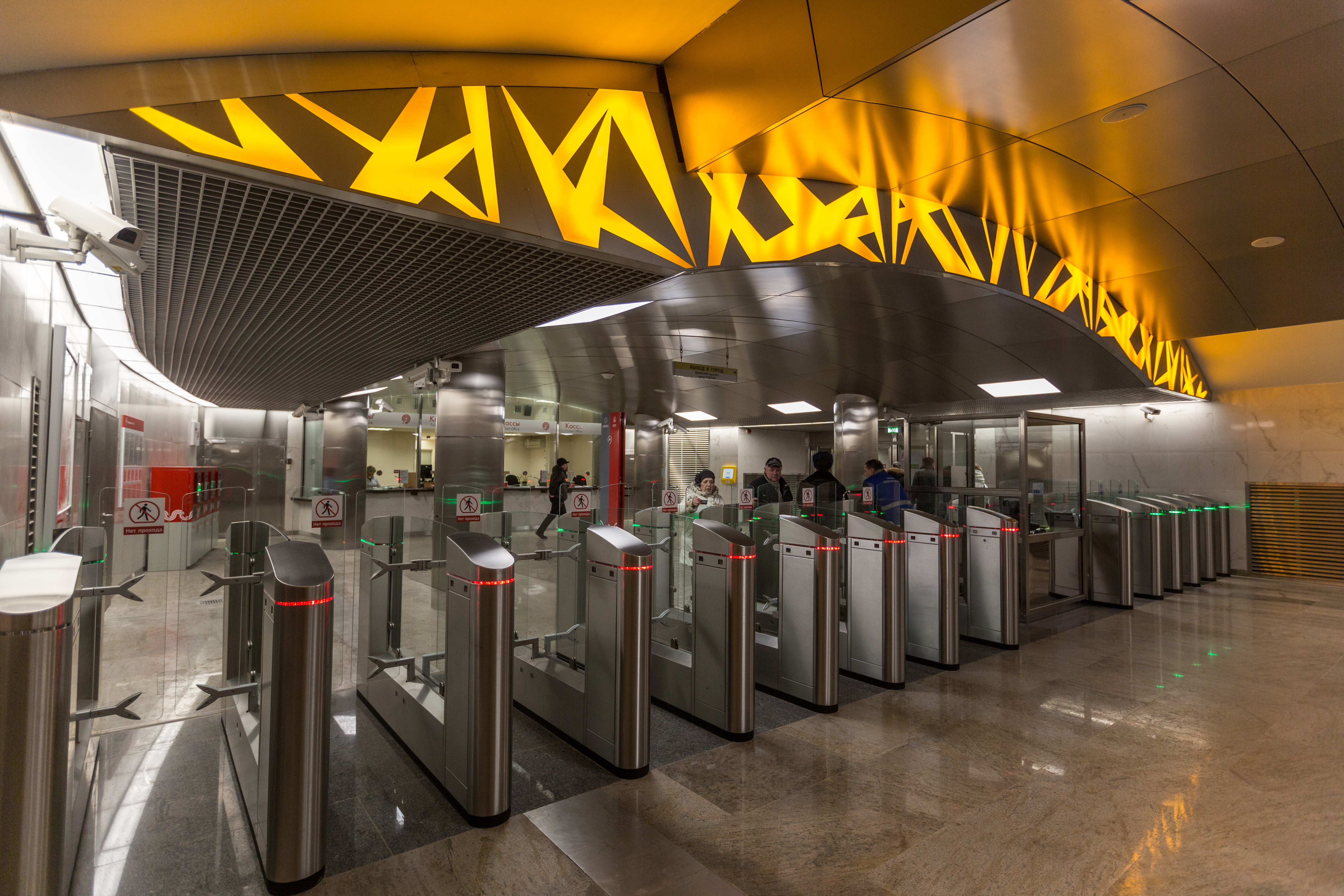
De poortjes in de noordelijke verdeelhal
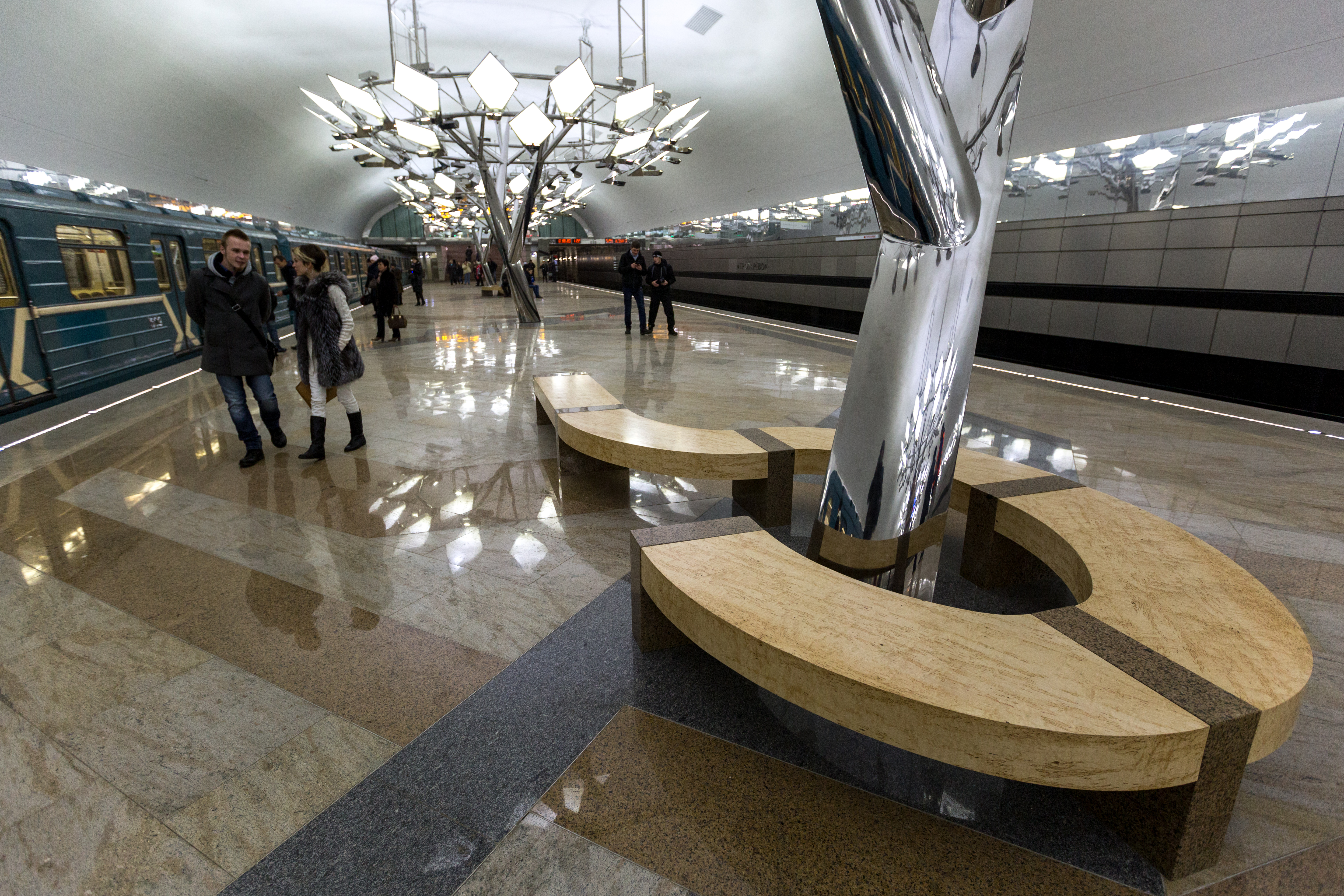
Bank van Karelisch berkenhout rond een van de gestileerde bomen

In november 2011 kwam projectbureau Metrogiprotrans met een voorstudie waarna Ingenieursbureau Inzjproject met een uitgewerkt plan voor de bouw van het station kwam. De architecten A.I. Tarasov, N.D. Dejev en D,Z, Poljakov kwamen met een gewelf met reflecterende delen van metaal. Het perron zou worden voorzien van gestileerde bomen, als verwijzing naar het naastgelegen park, die tevens zouden dienen voor de aanlichting van het plafond vergelijkbaar met de verlichting in Alma-Atinskaja. In het ontwerp waren geen andere lampen opgenomen omdat werd aangenomen dat de reflectie tegen de metalen platen het licht voldoende zou verdelen. De verlichting zelf bestond uit dioden die in de bomen waren gemonteerd. Een vergelijkbaar plafond is te vinden in Lermontovski Prospekt aan de Tagansko-Krasnopresnenskaja-lijn al is de verlichting daar in de plafonddelen geïntegreerd. Na het monteren van de eerste spiegel en de eerste “boom” in mei 2014 bleek dit idee niet haalbaar. De reflectie leidde tot een te felle verlichting van het perron en de ranke “bomen” raakten overbelast. Hierdoor ontstond in samenhang met de luchtstromen door rijdende metro's gevaar voor de reizigers op het perron. In juli 2014 werd het geheel gedemonteerd en Inzjproject kwam in augustus met een alternatief. Hierbij werden lampen gemonteerd rond de kroon van de gestileerde bomen waarmee ook de belasting van de bomen verminderde en het hele perron veilig werd voor reizigers. Door deze veranderingen liep de bouw drie maanden vertraging op. Het station ligt parallel aan de Leninski prospekt onder de groenstrook aan de noordwest kant van de straat. De toegangstrappen zijn bovengronds overdekt met koepeltjes van minimale afmetingen en ook de liftgebouwen zijn zo klein mogelijk gehouden, de verdeelhallen liggen ondergronds. De liften verbinden de straat met de verdeelhallen en andere liften verbinden het perron en de verdeelhallen. De noordoostelijke verdeelhal heeft twee trappen en een lift aan de kant van de Academie van de Generalestaf aan de Roezskaja Oelitsa. De zuidwestelijke verdeelhal heeft twee directe trappen en een lift naar de straat, waarlangs het Troparjovski Park en de bushaltes bereikt kunnen worden. Daarnaast biedt hij toegang tot een voetgangerstunnel onder de Leninski Prospekt met aan weerszijden van de straat twee trappen en een lift. Via deze tunnel hebben de woonwijken aan de zuidoost rand van de straat ook toegang tot het station.

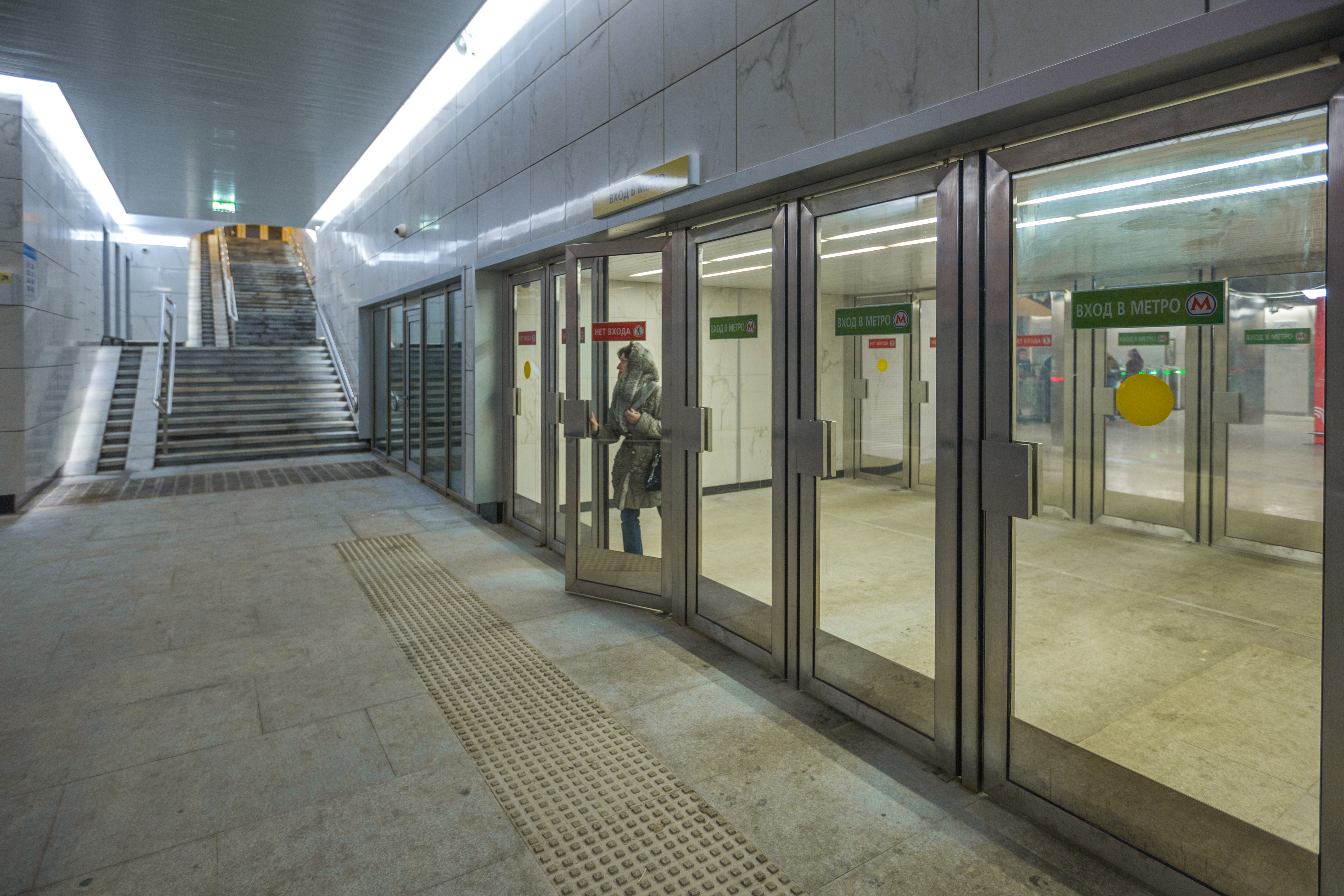
De noordoostelijke verdeelhal
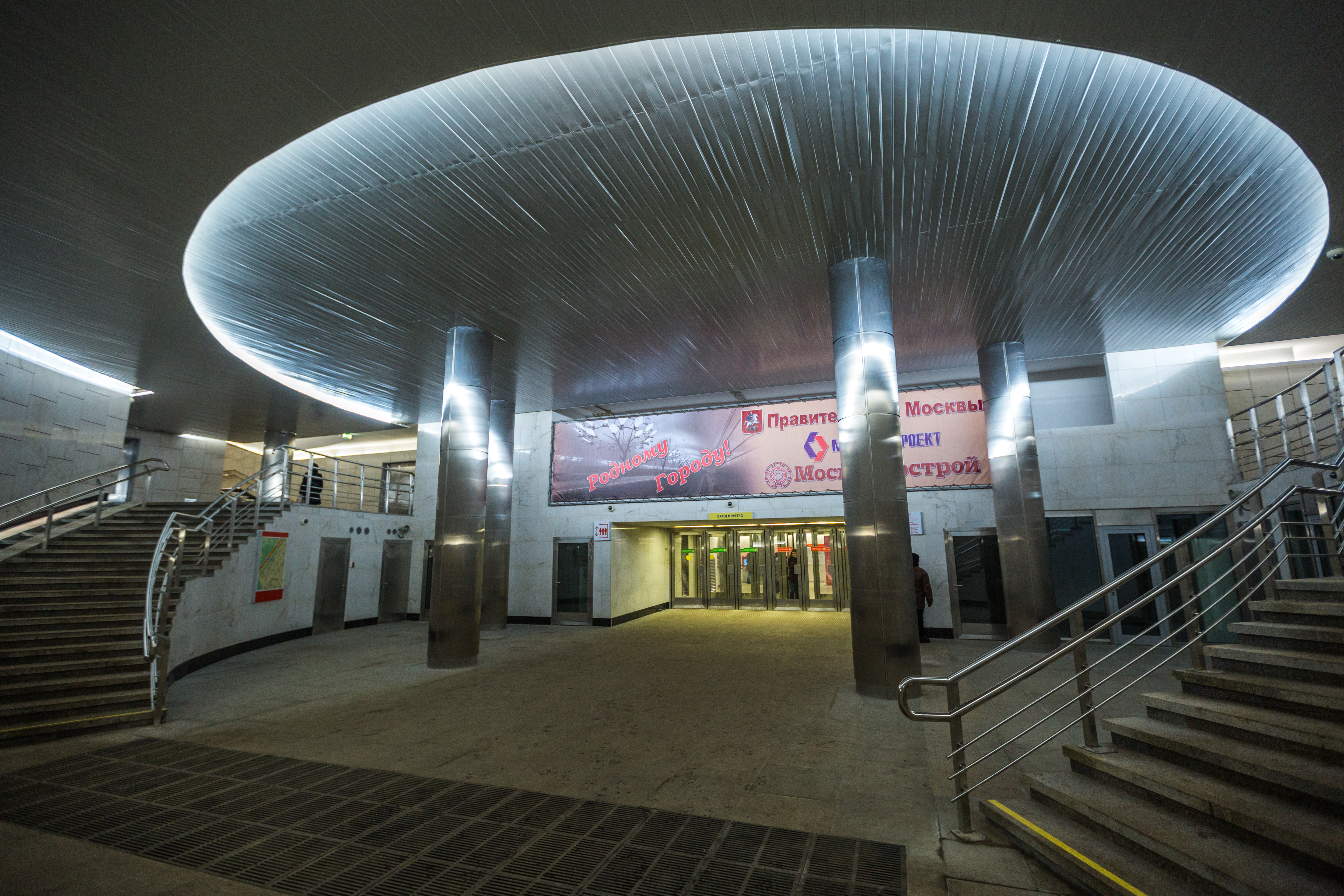
De zuidwestelijke verdeelhal met de deuren naar de voetgangerstunnel
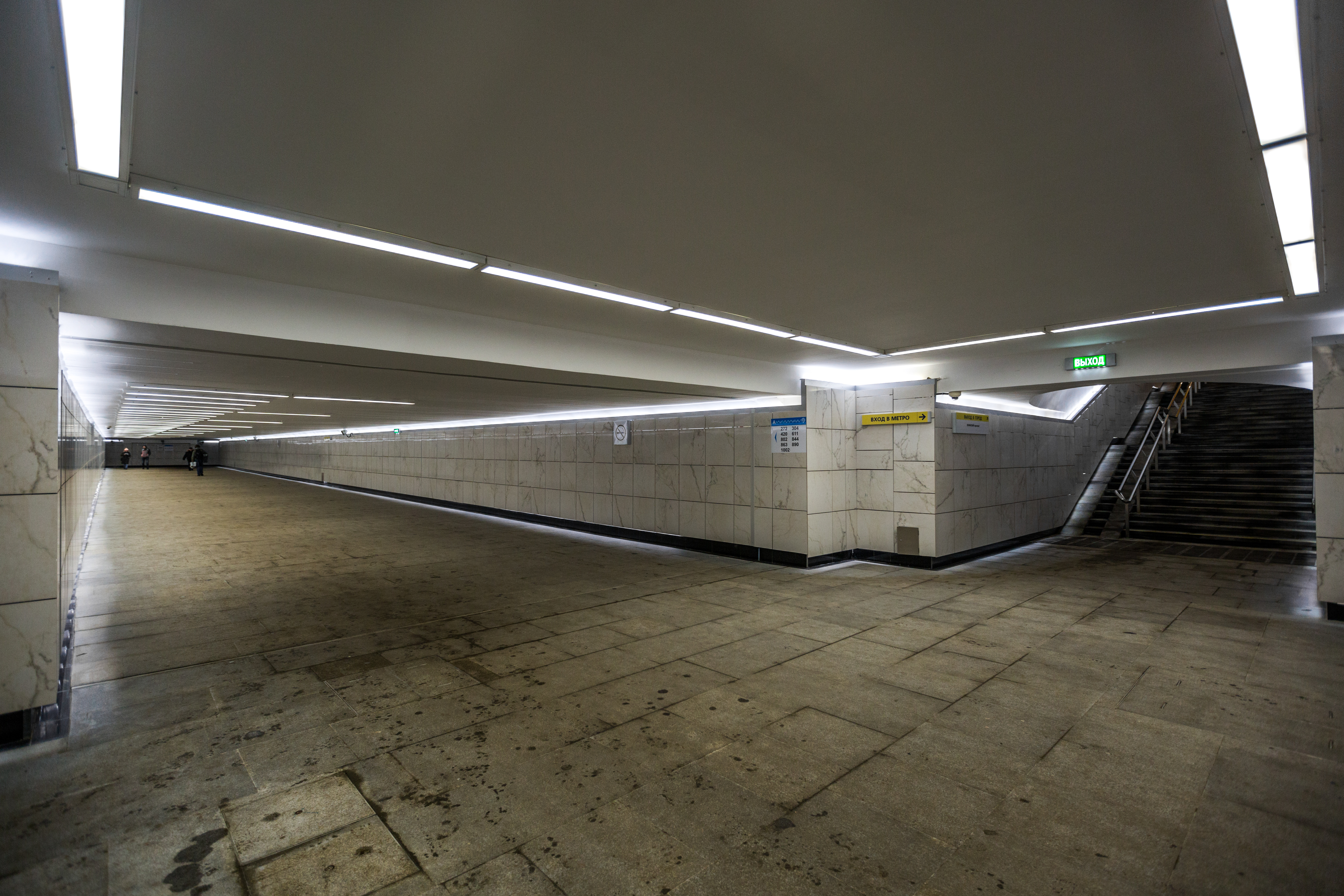
De voetgangerstunnel onder de Leninski prospekt

## Bouw
Het station is een enkelgewelfdstation dat is gebouwd volgens de openbouwputmethode. Het gewelf is hier ter plaatste gegoten met een mobielbekistingssysteem dat is ontwikkeld door het Russische bekistingsbedrijf STALFORM. De bouw van het gewelf werd uitgevoerd door twee onderaannemers van Metrostroi, LLC Tunnel 2001 en SMU-3. Het deel boven het perron werd door SMU-3 voor haar rekening genomen. Hiervoor werd de bekistingsmachine aangepast aan de afmetingen van het ontwerp van Troparevo. De machine bestaat uit een platform met mechanieken voor het heffen en verplaatsen van de bekisting aan de bovenzijde. Het beton wordt boven op de bekisting gestort. Als een segment is uitgehard wordt de bekistingsmachine naar een volgend segment verplaatst en wordt de cyclus herhaald tot het gewelf compleet is. De verplaatsing naar een volgend segment kost ongeveer 1,5 uur. Aan de beide uiteinden van het perron moest een ingewikkelder proces worden gevolgd dat door Tunnel 2001 werd uitgevoerd. Hier moesten namelijk ook de verdeelhallen en de uitgangen worden gebouwd. Hiervoor ontwikkelden de specialisten van STALFORM een horizontaal verplaatsbaar bekistingssysteem met gegalvaniseerde raamwerken. Hiermee kunnen goedkoop en snel aanpassingen worden doorgevoerd voor de hoogte en vorm van iedere boog. Hiervoor heeft de bekisting drie modules; een middenstuk en twee eindstukken. De wanden van het station werden gegoten met hulp van een inklapbare bekisting van aluminium.

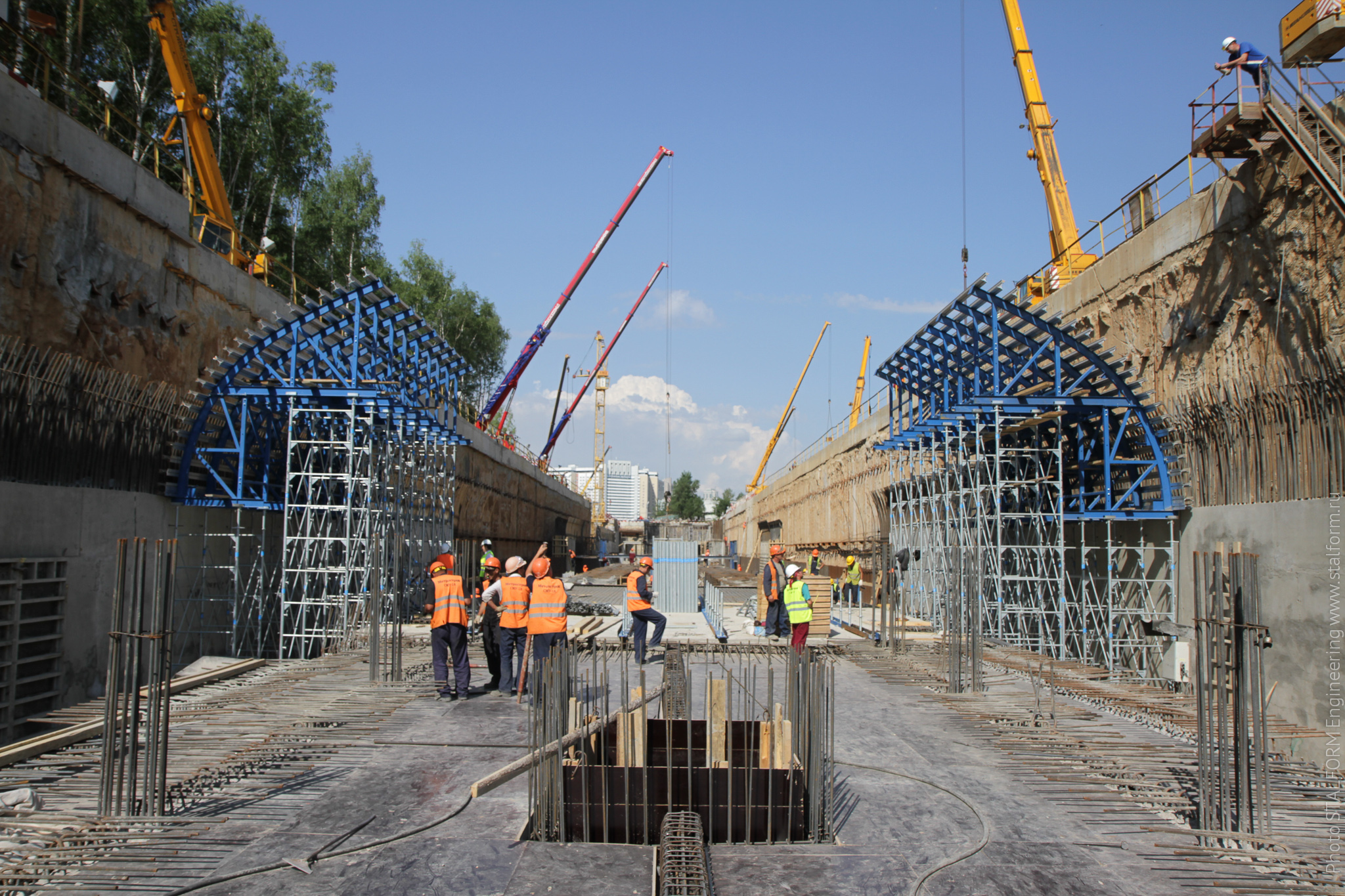
Opbouw van het bekistingssysteem in de bouwput
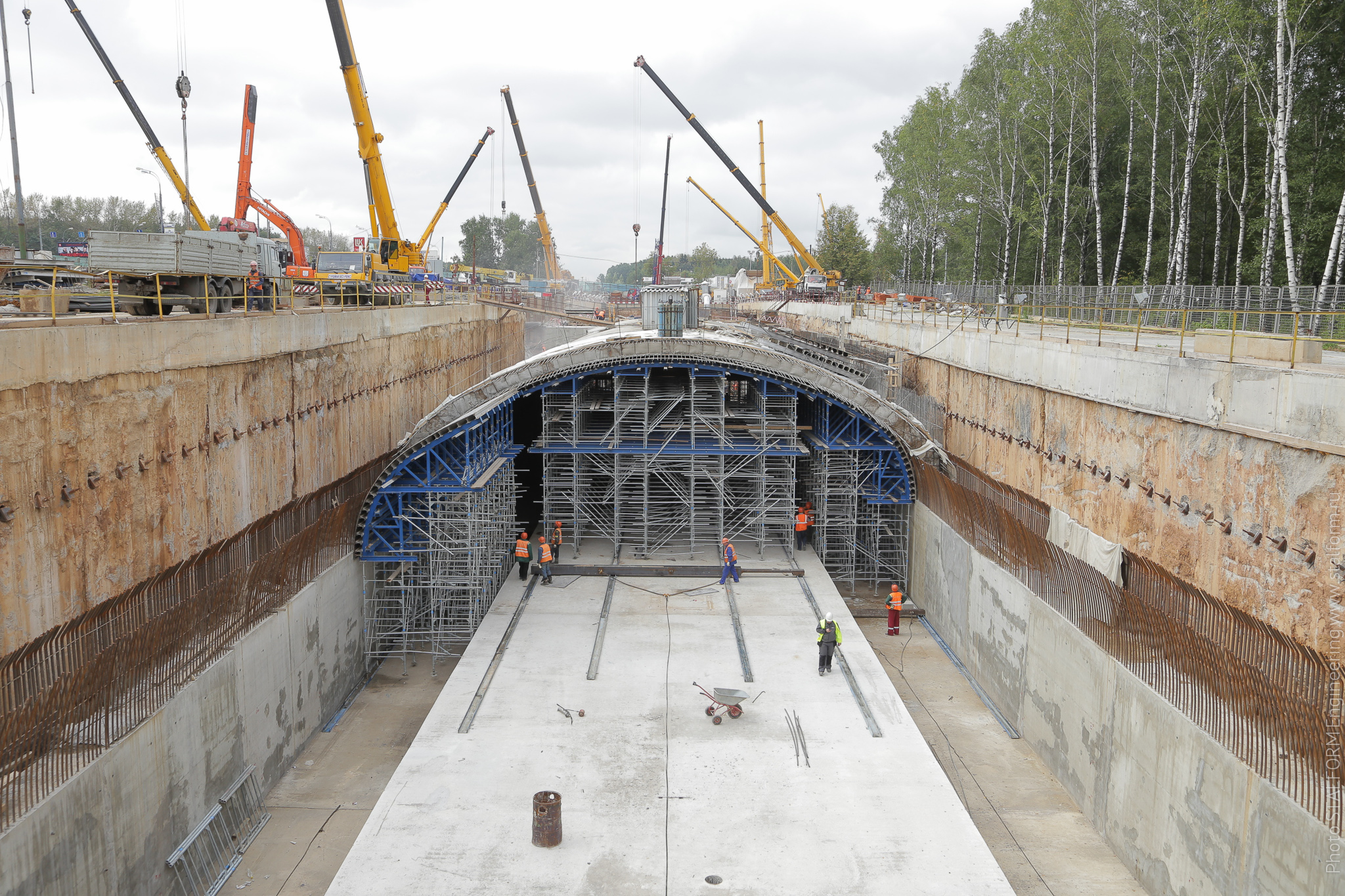
Het station in aanbouw
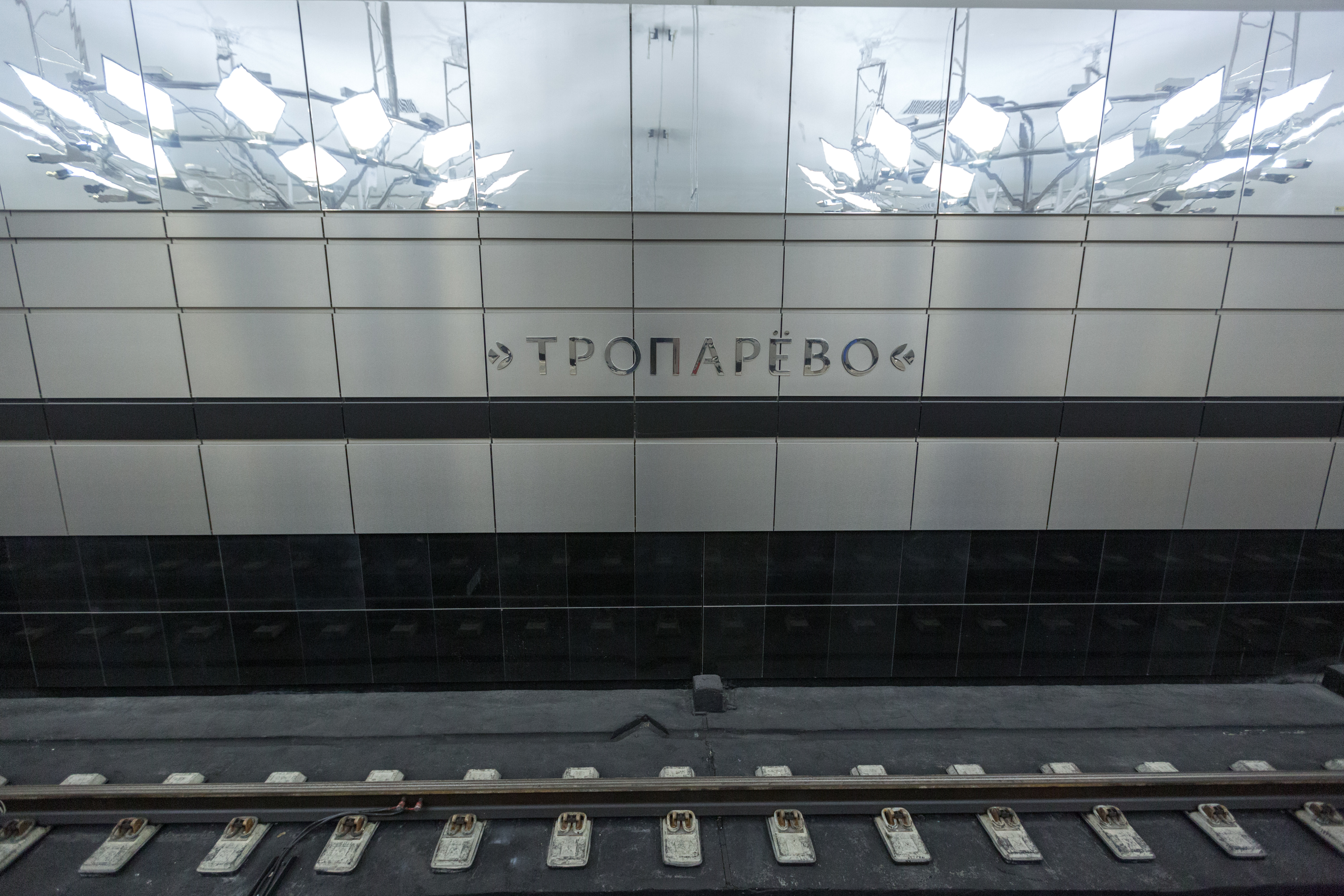
De stationsnaam op de tunnelwand

## Reizigersdienst
Het station werd op 8 december 2014 geopend met een openingsceremonie in het bijzijn van burgemeester Sergej Sobjanin en metrodirecteur Dmitri Pegov. Tijdens de opening was een metrostel type Oka 81-760/761 in het station opgesteld. Na de ceremonie reed de trein via Ochotny Rjad terug naar het depot Vladykino. Ter gelegenheid van de opening werden 300.000 metrokaartjes uitgedeeld met een afbeelding van een van de gestileerde bomen in het station. Op 13 februari 2015 werden 27.700 reizigers geteld. Na verloop van tijd werden 70.000 reizigers per dag geteld terwijl dat aantal bij Joego-Zapadnaja met 20.000 afnam. Op even dagen vertrekt de eerste trein naar het noorden om 5:59 uur op oneven dagen om 5:41 uur. Naar het zuiden vertrek de eerste trein op oneven dagen om 5:44uur op even dagen om 6:09 uur.